# HMS Suffolk (55)
El HMS Suffolk (55) fue un crucero pesado de la clase County, perteneciente a la Real Marina Británica, fue una de las unidades navales partícipes en la Batalla del Estrecho de Dinamarca en 1941, durante la cacería del acorazado Bismarck en la Segunda Guerra Mundial.

## Historial operativo
El HMS Suffolk fue construido en los astilleros de Portsmouth entre 1924 y 1926, fue comisionado el 31 de marzo de 1928. Es enviado a China en comisión de servicio al Oriente pintado del tradicional esquema de superestructura blanca y chimeneas en amarillo, sirve en los puertos de Hong Kong, Nanking y visita Japón, donde recibe a bordo a personalidades militares y diplomáticas de ese país.
Vuelve a la base naval de Scapa Flow, Inglaterra en 1939, después de 10 años de servicio en el Oriente, y es incorporado al servicio en el Mediterráneo formando parte del 1.er. escuadrón de cruceros cuando se inicia la SGM.
En noviembre de ese año, forma parte de la Home Fleet y es asignado junto al HMS Devonshire a realizar patrullas en el Mar del Norte e Islandia. Participa en la infructuosa búsqueda de los acorazados alemanes, Gneisenau y Scharnhorst los cuales habían hundido al HMS Rawalpind en su primer intento de salida naval alemán al Atlántico. En diciembre vuelve a incorporarse a la 1º. escuadra de cruceros.
En marzo de 1940, mientras realizaba patrullaje en el mar del Norte colisiona con el SS Misram ocasionándole daños serios que lo obligan a dirigirse los astilleros de Clyde, quedando en reparaciones hasta abril. Asume el mando el capitán J.W.Durnforth.
El 11 de abril de 1940, es asignado a la Operación Valentine, embarca un destacamento de ocupación y zarpa rumbo a las islas Feroe, una vez desembarcadas las tropas es enviado a las aguas de Noruega junto a los cruceros HMS Devonshire y HMS Berwick.
El 14 de abril, en las cercanías de las Lofoten intercepta y hunde al aprovisionador germano Skagerrak. Vuelve a Scapa Flow y el 17 de abril es asignado a la Operación Duck, junto a los destructores HMS Janus, HMS Juno, HMS Kipling y HMS Hereward para bombardear un aeródromo en Stavanger-Sola, Noruega, la RAF proporcionaría cobertura aérea. Para reconocer el campo de aviación, el Suffolk catapulta dos Walrus para arrojar bengalas sobre el objetivo.
Durante la operación es sometido a un agresivo bombardeo por parte de aviones tipo, Heinkel 111 armados con torpedos, Ju-87 Stuka y Ju 88A, es tocado por una bomba que destruye los pañoles de la torre trasera perdiendo la popa, es incendiado y se reportan 68 bajas. El HMS Kipling también es dañado de gravedad. La cobertura aérea prometida no llega a producirse ya que los aviones encontraron pésimas condiciones atmosféricas y tuvieron que retirarse.
El Suffolk es retirado de la acción y enviado a duras penas a 18 nudos a Scapa Flow, donde es remitido a reparaciones mayores en Greenock hasta febrero de 1941.
Durante la reconstrucción, es dotado de radar de control de superficie tipo 279, radar de control de tiro artillero tipo 285, e incremento de su armamento antiaéreo con 4 ametralladoras de 20 mm y dos puestos de cañones Pom pom de 2 libras.

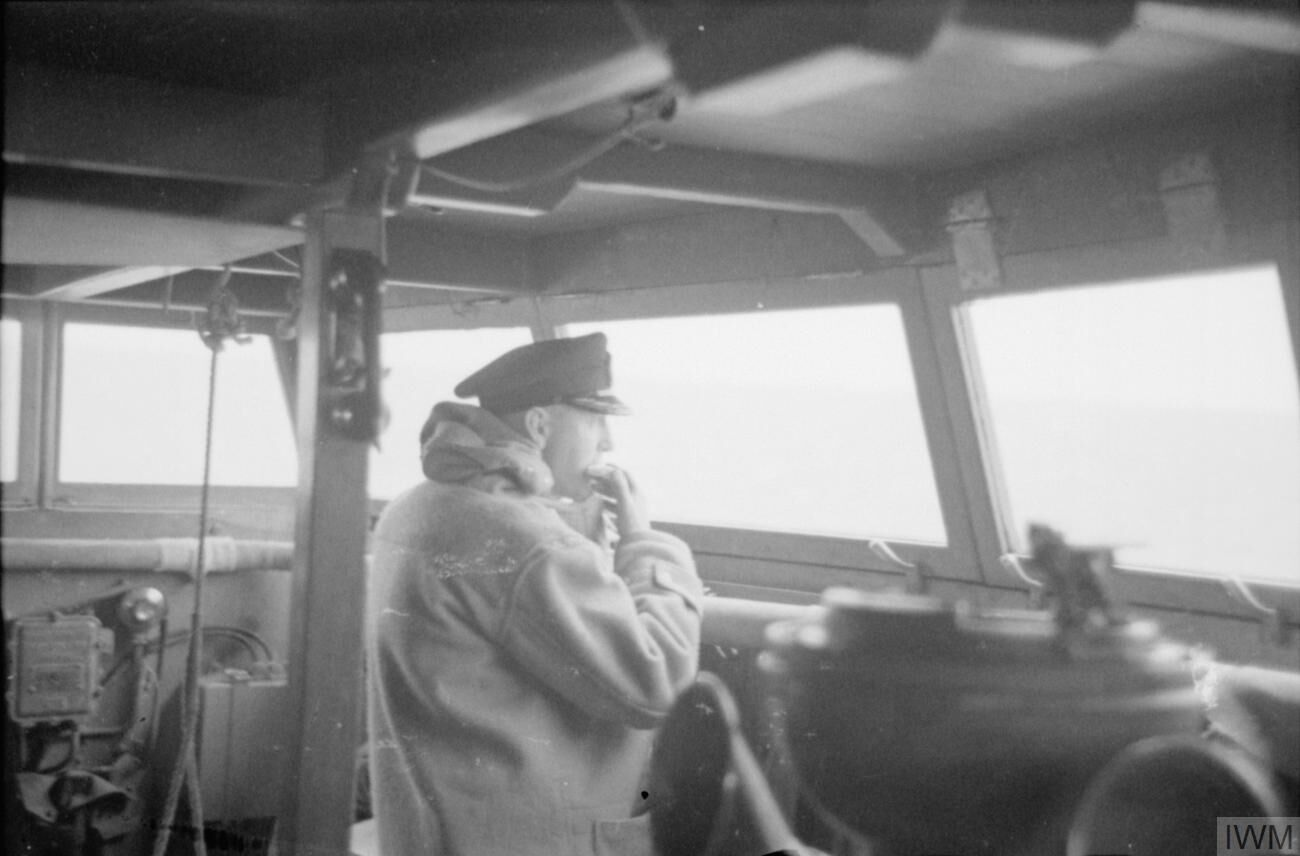
El capitán Robert Ellis Meyric en el puente de mando del Suffolk durante la cacería del Bismarck (1941)

En marzo de 1941, es enviado a Scapa Flow, se une a la Home Fleet y es enviado a labores de escolta y patrullaje en Islandia.
El 8 de mayo, teniendo como comandante al capitán Robert Ellis Meyric, es enviado junto al buque insignia HMS Norlfok a cargo del almirante Frederic Wake-Walker, a labores de patrulla en la entrada del estrecho de Dinamarca con la misión de informar la probable salida al Atlántico del acorazado Bismarck y el crucero pesado Prinz Eugen.
El 23 de mayo, en medio de una densa niebla, a las 19:15 horas el HMS Suffolk es el primero en detectar y señalar visualmente la formación alemana, el Bismarck dispara sus piezas principales ahorquillando al HMS Norfolk, las unidades inglesas se cubren de humo y se retiran al borde de la detección por radar siguiendo a la formación alemana por su popa.
Ambas unidades radian información minuto a minuto a la formación del almirante Lancelot Ernest Holland compuesta por el crucero de batalla HMS Hood y el acorazado HMS Prince of Wales quienes ajustan sus rumbos para interceptar a los germanos a la salida del estrecho.
Un intento de los alemanes a las 22 horas, en medio de lluvia y niebla por sorprender a los cruceros de Wake-Walker que le seguían se vio frustrado por la pericia del encargado de radar del Suffolk quien advirtió de la maniobra evitando la tragedia.
Como resultado de la Batalla del Estrecho de Dinamarca, el crucero de batalla Hood es hundido y el acorazado Prince of Wales es severamente dañado.
Se prepara un ataque de torpedos en la formación de cruceros británicos pero no llega a realizarse por la gran distancia al límite de la visual (19-22 km) y se unen como escolta del Prince of Wales.
Después de la pérdida del HMS Hood, el Suffolk mantiene el contacto con la formación germana todo el resto del día 24 hasta el 25 de mayo, en que pierden el contacto por radar en la noche, gracias a una hábil maniobra evasiva del almirante alemán Günther Lütjens.
Al ser encontrado nuevamente el acorazado alemán, el 25 de mayo, el Suffolk es nuevamente enviado en dirección del último contacto obtenido, pero con sus reservas de combustible alarmantemente bajas debe retornar a Islandia para reabastecimiento.
Se mantiene en labores de patrullaje en Islandia en previsión de que la formación alemana retornara por el estrecho de Dinamarca; pero con el hundimiento del Bismarck, el 27 de mayo de 1941 la misión caduca.
Retorna a Scapa Flow y es enviado a aguas de Noruega en misiones de escolta en los convoyes hacia la Unión Soviética hasta los inicios de 1942.
En principio de 1942, realiza nuevamente labores de patrullaje en Islandia en previsión de la probable salida del acorazado Tirpitz. En marzo es enviado a Clyde para remodernización y mejoras defensivas, se le sustituye el radar 279 por el 281 de superficie, se incrementa el armamento antiaéreo con más ametralladoras Oerlikon 20 mm.
Vuelve a realizar labores de escolta de los convoyes en el Ártico.
En 1943, vuelve a Clyde para un reforzamiento de su capacidad defensiva y es enviado al Océano Índico como parte del 4º. escuadrón de cruceros hacia la base de Kilindini, India para labores de escolta y patrullaje entre Freemantle y Australia donde participa en diversas operaciones conjuntas hasta julio de 1945 donde arriba a Inglaterra con soldados repatriados.
Entre enero y mayo de 1946 realiza labores de repatriación de efectivos destinados en el ya otrora Frente del Pacífico regresándolas a Inglaterra. En julio es pasado a la reserva hasta marzo de 1948, cuando fue dado de baja. Fue desarmado y desguazado en John Cashmore Ltd, Newport, Gales, completando el desguace en 1949.